# Dyckia cabrerae
Dyckia cabrerae är en gräsväxtart som beskrevs av Lyman Bradford Smith och Raulino Reitz. Dyckia cabrerae ingår i släktet Dyckia och familjen Bromeliaceae. Inga underarter finns listade i Catalogue of Life.